# Юн Фосе
Юн Фосе (на норвежки: Jon Fosse) е норвежки писател, драматург и преводач. Носител на Нобелова награда за литература.

## Биография
Фосе е роден в Хаугесун на 29 септември 1959 г. Учи висше образование в Бергенския университет и има докторска степен по филология. Работи като журналист и преподавател в Skrivekunstakademiet.
Първия си роман, Raudt, svart, издава през 1983 г. Фосе се утвърждава като всеобхватен и изключително продуктивен творец, като пише в много жанрове. Стилът му се отличава с музикалност, минимализъм и вътрешни монолози. Първата му пиеса, която е поставена пред публика, е Og aldri skal vi skiljast през 1994 г. Две години по-късно във френската столица се играе друга негова пиеса, написана дори по-рано. Публикува стихотворения, пише и есета.
През годините писателят получава множество отличия, а през 2023 г. е удостоен и с Нобелова награда.

## Избрана библиография

### Романи
- Raudt, svart (1983)
- Stengd gitar (1985)
- Naustet (1989)
- Flaskesamlaren (1991)
- Bly og vatn (1992)
- Prosa frå ein oppvekst (1994)
- Morgon og kveld (2000)
- Kvitleik (2023)

### Разкази
- Andvake (2007)
- Olavs draumar (2012)
- Kveldsvævd (2014)

### Драма
- Og aldri skal vi skiljast (1994)
- Namnet (1995)
- Draum om hausten (1999)
- Dødsvariasjonar (2002)
- Jenta i sofaen (2003)
- Hav (2014)

### Лирика
- Engel med vatn i augene (1986)
- Nye dikt (1997)
- Auge i vind (2003)
- Songar (2009)

### Есета
- Frå telling via showing til writing (1989)
- Gnostiske essay (1999)

### Детска литература
- Uendeleg seint (1989)
- Kant (1990)
- Dyrehagen Hardanger (1993)
- Vått og svart (1994)
- Spelejenta (2009)